# Mauguio
Mauguio är en kommun i departementet Hérault i regionen Occitanien i södra Frankrike. Kommunen ligger i kantonen Mauguio som tillhör arrondissementet Montpellier. År 2022 hade Mauguio 16 417 invånare.

## Befolkningsutveckling
Antalet invånare i kommunen Mauguio
Referens:INSEE

## Galleri

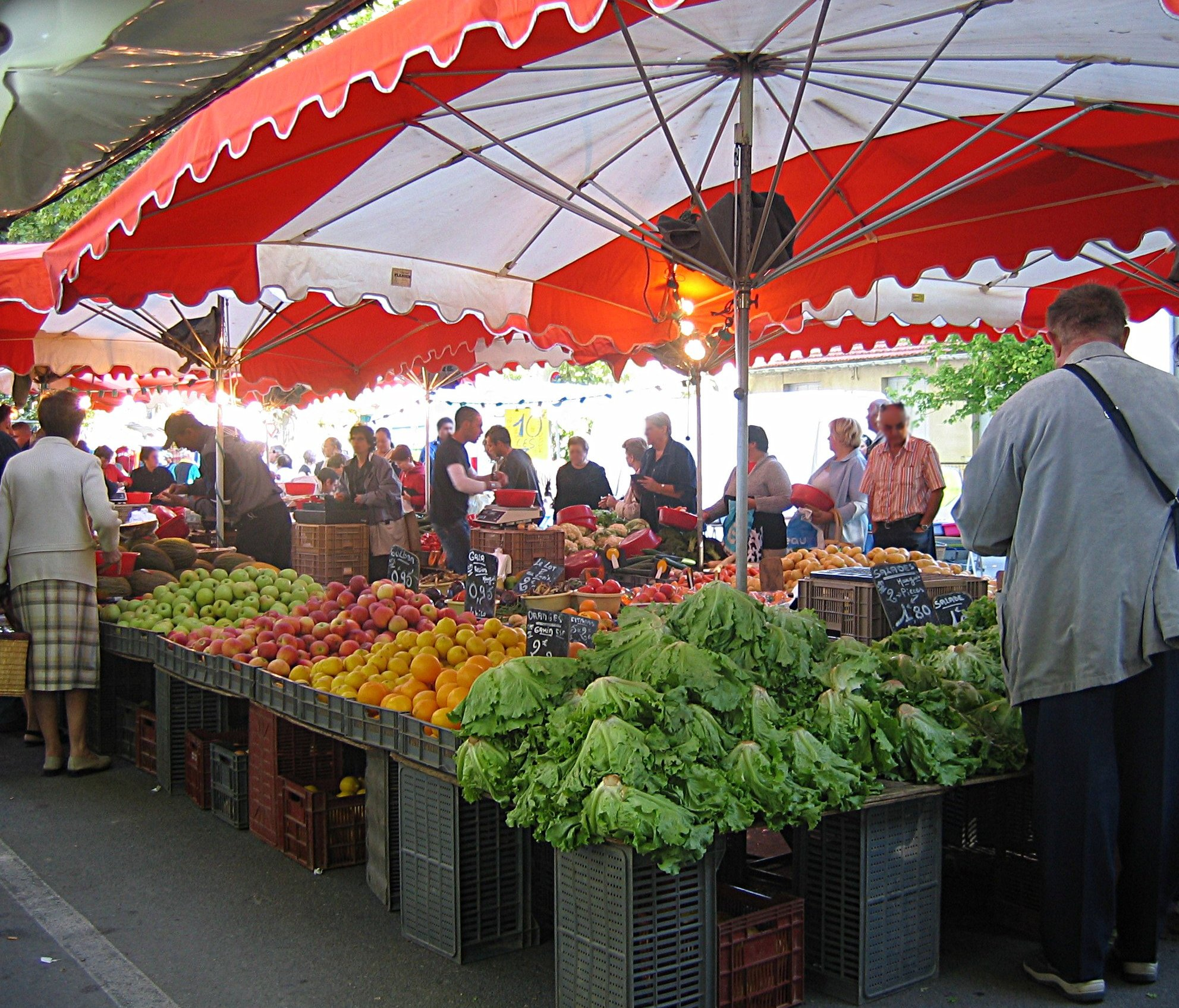
Torghandel
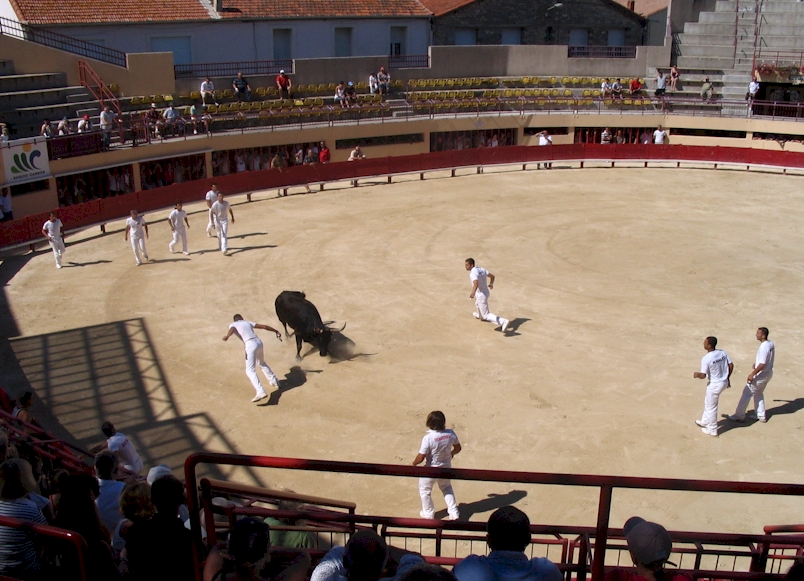
Tjurfäktningsarena
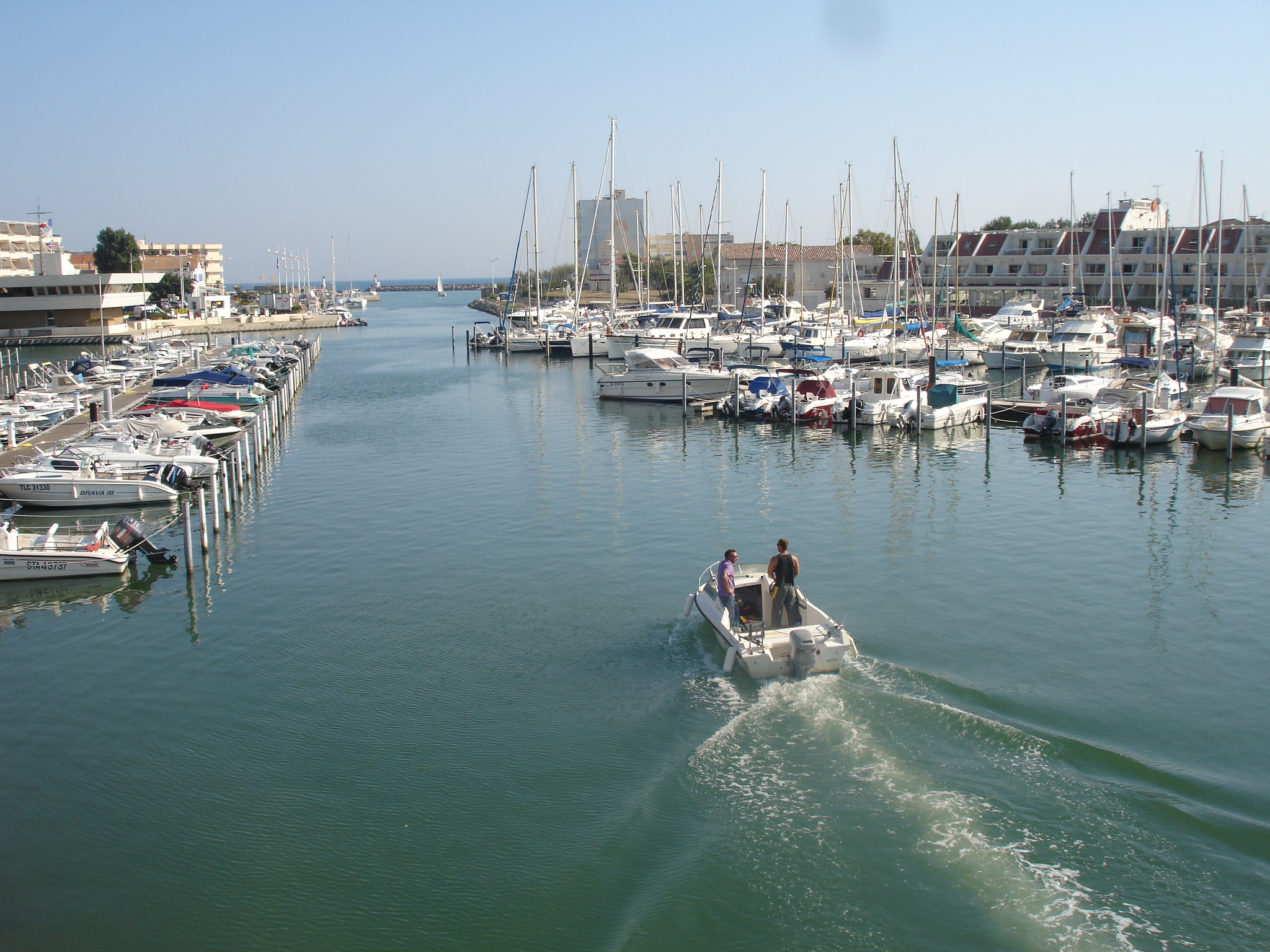
Marinan i kanlen